# Mil Mi-4
Mil Mi-4 (Ruski: Ми-4, NATO naziv "Hound") je sovjetski transportni helikopter koji je proizveden u velikim brojevima te je u različitim inačicama naišao na široku civilnu i vojnu uporabu.

Iako se prema vanjskom izgledu često uspoređuje s američkim Sikorsky S-55, svojom veličinom i performansama sličniji je Sikorskyjevom kasnijem dizajnu - S-58.

## Opis
Mi-4 je pokretao jedan Shvetsov ASh-82V 14-cilindrični zrakom hlađeni klipni motor koji je smješten u nosu. Izvorno je bio opremljen s djelomično drvenim rotorima, no raznim modifikacijama njihov životni vijek od samo 100 sati je 1954. povećan na 300 sati, ponovno udvostručen na 600 sati 1957. a 1960. su se već uveli potpuno metalni rotori. To je bio i prvi sovjetski helikopter koji je imao hidraulički pojačane kontrole. Na kotače stajnog trapa su se mogle postaviti i skije u slučaju potrebe.

### Inačice
Tijekom proizvodnje, razvijen je velik broj inačica Mi-4. Mi-4P je bio putnički helikopter razvijen za Aeroflot. Mogao je nositi 11 putnika u normalnoj sjedećoj konfiguraciji, te 16 putnika u gušćem razmještaju. Mi-4P je imao velike četvrtaste prozore putničke kabine, za razliku od vojnih inačica koje su imali manje i okrugle. Iz ovoga je razvijena i inačica za VIP transport - Mi-4S.

Mi-4Skh je inačica koje je korištena u poljoprivredi a opremljena je s unutarnjim spremnikom za sredstva u prahu zapremnine 1.000 kg ili tankom za tekućine zapremnine 1.600 litara. Za zaprašivanje polja, na bokove helikoptera su spajani raspršivači. Slična ovoj je i inačica Mi-4L koja je korištena za protu-požarnu borbu.

Mi-4M je inačica za protu-podmorničko djelovanje s kopna. Mogla je nositi navođena torpeda i možda dubinske bombe; razvijena je i izvozna verzija ozanke Mi-4ME. Kasnije je predstavljena unaprijeđena inačica oznake Mi-4RI. Protupodmornička serija je dobila NATO oznaku "Hound-B".

1977. u službu je uvedena i inačica za elektroničko ratovanje, Mi-4MK (Mi-4PP) i uglavnom se koristila za ometanje komunikacija.

## Operativna uporaba
Do kraja proizvodnje 1968. u SSSR-u je napravljeno oko 3.500 helikoptera te su služili u sovjetskim snagama, Aeroflotu, zemljama Varšavskog pakta te drugim zemljama. Kinezi su napravili oko 545 helikoptera pod oznakom Harabin Z-5 te su se intenzivno koristili. Sovjeti su im dostavili planove 1958. i prvi Z-5 je poletio pred kraj 1959. no kako je u to vrijeme vladala kineska politika kvantiteta iznad kvalitete, planovi su trebali biti ponovno dostavljeni 1961. a drugi novi prototip je poletio u kolovozu 1963. Na kineske inačice helikoptera, potpuno metalni rotor je uveden 1966.

## Korisnici
- Afganistan

je nabavio 18 helikoptera 1963. Svi su povučeni iz službe do 1997.
- Albanija

je nabavila 59 helikoptera 1957. a pretpostavlja se da su povučeni iz službe 2004.
- Alžir[2]
- Angola[3]
- Bugarska[4]
- Kambodža[5]
- NR Kina
- Čehoslovačka[6]
- Egipat
- Finska
- Indija
- Indonezija
- Irak
- Kirgistan
- Mongolija
- Sjeverna Koreja
- Rumunjska
- SSSR
- Sirija
- Sudan
- Vijetnam[7]
- Jugoslavija

je nabavila 25 helikoptera tijekom 60-ih. Svi su povučeni u 70-ima dolaskom modernijeg Mil Mi-8.
- Aeroflot

## Tehničke karakteristike (Mi-4A)
Izvori podataka: 
Osnovne karakteristike
- posada: 3
- kapacitet: 16 putnika (vojnika)
- promjer rotora: 21 m

Letne karakteristike
- najveća brzina: 226 km/h
- dolet: 465 km
- najveća visina leta: 5.500 m
- motor: 1 x Shvetsov Ash-82V

## Poveznice
|  | Zajednički poslužitelj ima stranicu o temi Mil Mi-4    |
|  | Zajednički poslužitelj ima još gradiva o temi Mil Mi-4 |

- Sikorsky S-55
- Sikorsky S-58